# 岩手県道164号明戸八木線
岩手県道164号明戸八木線（いわてけんどう164ごう あけどやぎせん）は、岩手県九戸郡洋野町を通る一般県道である。

## 概要
洋野町の大野地区と八木地区を結ぶ県道。岩手県内6港湾（重要港湾4、地方港湾2）の一つである地方港湾八木港へつながる。国道45号と直接接続する「小田の沢工区」が2020年（令和2年）12月22日に開通した。なお現道は、国道45号とは立体交差のため直接つながっておらず岩手県道216号八木港線を経由して接続する。

### 路線データ
- 起点：九戸郡洋野町大野字上明戸（岩手県道11号八戸大野線交点）
- 終点：九戸郡洋野町種市字八木（岩手県道216号八木港線交点）

## 地理

### 通過する自治体
- 九戸郡洋野町

### 交差する道路
- 岩手県道11号八戸大野線（起点）
- 岩手県道269号明戸種市線（洋野町大野字下明戸）
- 岩手県道216号八木港線（終点）